# Gardiner (Familienname)
Gardiner ist ein englischer Familienname.

## Herkunft und Bedeutung
Gardiner ist ein Berufsname, der sich auf den Gärtner bezieht.

## Varianten
- Gardener
- Gardner

## Namensträger
- Addison Gardiner (1797–1883), US-amerikanischer Rechtsanwalt und Politiker
- Ainsley Gardiner, neuseeländische Filmproduzentin
- Alan Gardiner  (1879–1963), britischer Ägyptologe
- Allen Gardiner  (1794–1851), englischer Kapitän und Missionar
- Andy Gardiner (* 1967), britischer Basketballspieler
- Angelika Gardiner (* 1941), deutsche Journalistin und Autorin
- Anthony W. Gardiner (1820–1885), Präsident von Liberia
- Bob Gardiner (Leichtathlet) (Robert Charles Gardiner; * 1936), australischer Geher
- Bob Gardiner (Animator) (James Robbins Gardiner; 1951–2005), US-amerikanischer Animator
- Boris Gardiner (* 1946), jamaikanischer Sänger, Songwriter und Bassist
- Bruce Gardiner (* 1972), kanadischer Eishockeyspieler
- Charles Gardiner, 1. Earl of Blessington, Aristokrat und Politiker
- Chuck Gardiner (1904–1934), kanadischer Eishockeyspieler
- Dean Gardiner (* 1988), irischer Amateurboxer im Superschwergewicht
- Frederick Gardiner (1895–1983), kanadischer Politiker (Toronto)
- George Gardiner (1877–1954), irischer Boxer
- Gerald Gardiner, Baron Gardiner (1900–1990), britischer Jurist und Politiker
- Harry Gardiner (1871–nach 1923), US-amerikanischer Gebäudekletterer
- Henry Balfour Gardiner (1877–1950), englischer Komponist
- Herb Gardiner (1891–1972), kanadischer Eishockeyspieler
- Jake Gardiner (* 1990), US-amerikanischer Eishockeyspieler
- James Gardiner (1930–2016), US-amerikanischer Ruderer
- James Garfield Gardiner (1883–1962), kanadischer Politiker
- Jessica Gardiner (* 1993), australische Endurosportlerin
- John Gardiner (Fußballspieler) (1911– unbekannt), britischer Fußballspieler
- John Gardiner, Baron Gardiner of Kimble (* 1956), britischer Politiker (Conservative Party)
- John Eliot Gardiner (* 1943), britischer Dirigent und Chorleiter
- John Reynolds Gardiner (1944–2006), US-amerikanischer Schriftsteller
- John Stanley Gardiner (1872–1946), britischer Zoologe
- Juliet Gardiner (* 1945), britische Historikerin
- Kate Gardiner (1885–1974), britische Bergsteigerin
- Lion Gardiner (1599–1663), englischer Offizier und Siedler in Neuengland
- Lizzy Gardiner (* 1966), australische Kostümbildnerin
- Lynedoch Gardiner (1820–1897), General der britischen Armee
- Marguerite Gardiner, Countess of Blessington (1789–1849), britisch-irische Schriftstellerin, Klatschkolumnistin, Salonière und Schönheit
- Mary Gardiner, australische Programmiererin und Webaktivistin
- Meg Gardiner (* 1957), US-amerikanische Schriftstellerin
- Muriel Gardiner Buttinger (1901–1985), US-amerikanische Psychoanalytikerin
- Patrick Gardiner (1922–1997), britischer Philosoph
- Paula Gardiner (* um 1963), britische Jazzmusikerin und Komponistin
- Pauline Gardiner (Politikerin) (* 1947), neuseeländische Politikerin
- Peter Gardiner (Sportler) (1896–1975), schottischer Cricket- und Fußballspieler
- Peter Gardiner (Schauspieler) (* 1968), schwedischer Schauspieler
- Peter Gardiner (Eishockeyspieler) (* 1977), kanadischer Eishockeyspieler
- Reginald Gardiner (1903–1980), britischer Schauspieler
- Rija Vatomanga Gardiner (* 1999), madagassischer Sprinter
- Robert Gardiner (Richter) (1540–1619), englischer Richter, Lord Chief Justice of Ireland
- Robert Gardiner (Politiker) (1879–1945), kanadischer Politiker
- Robert Gardiner (Autor) (Robert J. Gardiner; * 1949), britischer Marineautor
- Robert David Lion Gardiner (1911–2004), US-amerikanischer Besitzer von Gardiners Island
- Robert Hallowell Gardiner (1855–1924), US-amerikanischer Rechtsanwalt und Ökumeniker
- Robert K. A. Gardiner (1914–1994), ghanaischer Wirtschaftspolitiker
- Robert William Gardiner (1781–1864), britischer General, Gouverneur von Gibraltar
- Rolf Gardiner (1902–1971), britischer Land- und Forstwirt und Kulturaktivist
- Ruth M. Gardiner (1914–1943), US-amerikanische Krankenschwester
- Samuel Rawson Gardiner (1829–1902), britischer Historiker
- Stephan Gardiner (um 1497–1555), Bischof von Winchester, Staatsmann, Kanonikus und Humanist
- Stephen Mark Gardiner (* 1967), US-amerikanischer Moralphilosoph
- Steven Gardiner (* 1995), bahamaischer Sprinter
- Walter Gardiner (1859–1941), britischer Botaniker
- William Gardiner (Mathematiker) († 1752), britischer Mathematiker
- William Gardiner (Schriftsteller) (1766–1825), Schriftsteller
- William Gardiner (Komponist, 1770) (1770–1853), britischer Komponist und Musikwissenschaftler
- William Gardiner (Komponist, 1986) (* 1986), australischer Komponist
- William Gardiner (Fußballspieler) (* 2006), bahamaischer Fußballspieler
- William Nelson Gardiner (1766–1814), irischer Maler und Kupferstecher
- William Neville Gardiner (1748–1806), britischer Offizier und Diplomat
- William Tudor Gardiner (1892–1953), US-amerikanischer Politiker
- Willie Gardiner (1929–2007), schottischer Fußballspieler

## Anderes
Barzillai Gannett nutzte den Namen Benjamin Gardiner als Deckname, nachdem er aus Massachusetts floh.